# Коммунаров (муниципальное образование город Ефремов)
Коммунаров — поселок в муниципальном образовании город Ефремов Тульской области.

## География
Находится в юго-восточной части Тульской области у окраины села Лобаново.

## История
Поселок отмечен уже только на карте 1988 года.

## Население
Постоянное население составляло 163 человека (русские 99 %) в 2002 году, 162 в 2010.